# Histoire du caftan en Algérie

Caftan algérien du XIX

Cet article traite de l'histoire du caftan en Algérie.
Le caftan, introduit à Alger à l'époque de la Régence, va connaître d'importantes évolutions. La principale étant la féminisation de ce costume royal par les artisans tailleurs algériens, afin que les femmes d'Alger puissent également le porter, d'une part. D'autre part, avec l'introduction d'éléments culturels du patrimoine algérien, dans sa confection. 
Aujourd'hui, le caftan est principalement porté par les femmes lors d'occasions importantes, telles que les mariages, les grandes réceptions ou les fêtes religieuses.

## Histoire

La ghlila a été immortalisée dans Femmes d'Alger dans leur appartement d'Eugène Delacroix (1834).

Les origines du caftan remontent à la Chine impériale pour s'ancrer dans les traditions de l'Asie mineure et de l'Andalousie et pour atterrir enfin au Maghreb. L'Andalousie et l'Orient ont en effet considérablement influencé le costume traditionnel des grandes villes algériennes.
La ville de Tahert, capitale des Rostémides entretenait des échanges intenses avec la ville perse de Bassorah (Irak), mais c'est surtout la ville de Sédrata (Ouargla) qui a vu l’arrivée de nombreux artisans persans originaires principalement de Balkh (Khorassan).
Les commerçants orientaux permettent l'introduction de soieries dans les villes de l'Algérie centrale. Toutefois, au début du second millénaire, le caftan était encore inconnu dans l'Occident musulman.
Costume masculin à son origine, le caftan a été introduit dans les pays du Maghreb par les routes de l’Orient, lors de l’apogée de l’Empire ottoman en l’an 1515. Les citadines algériennes et tunisiennes modifient leur costume ouvert devant dès le XVIe siècle et s'inspirent du modèle morisque et levantin. Les villes maghrébines, à commencer par Alger, reçoivent le caftan ottoman que ces derniers ont fait évoluer en Méditerranée orientale.

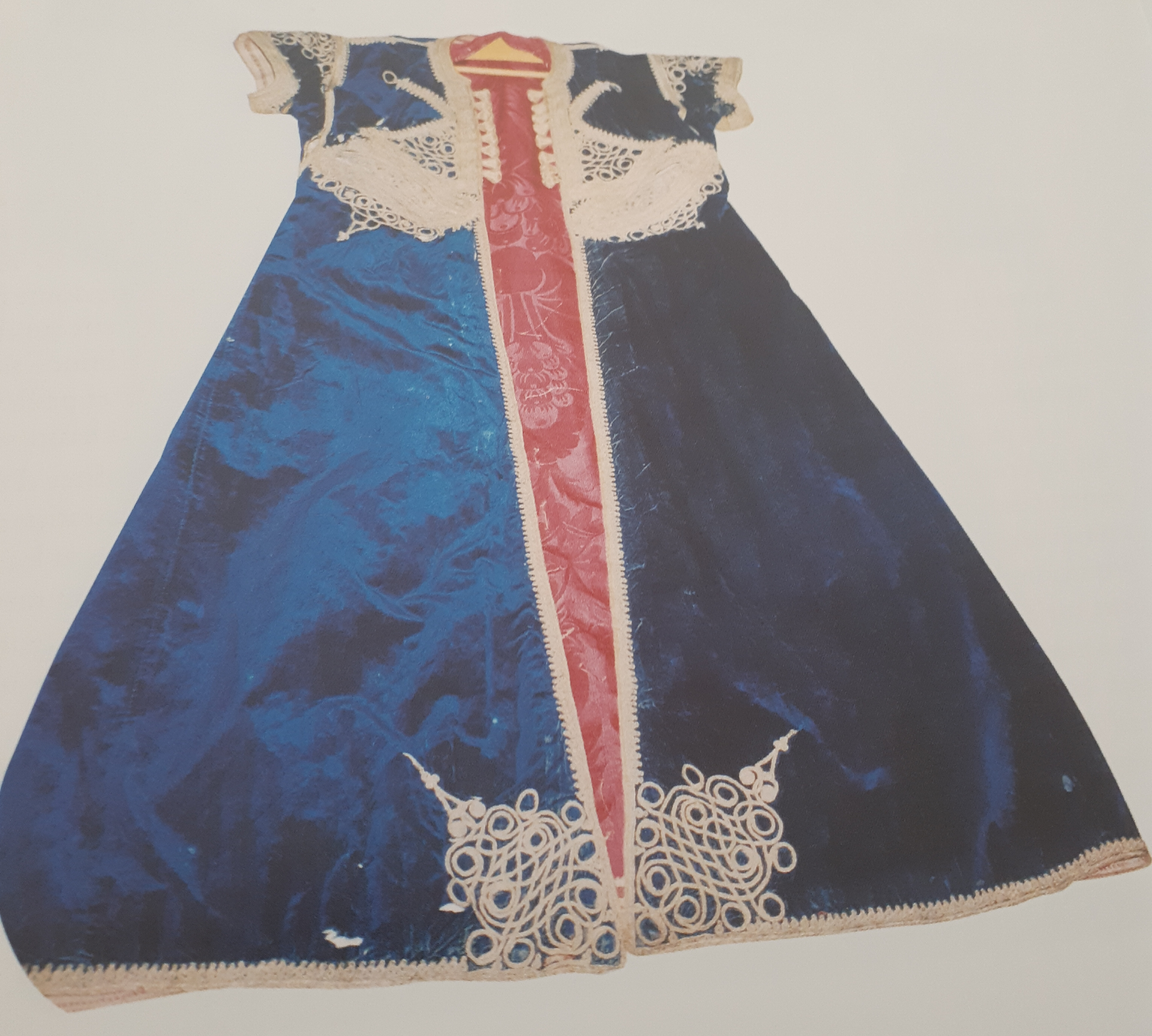
Caftan algérois du XIX, exposé au musée national du Bardo à Alger.

Entre le XIVe et XVIe siècles, Alger, qui est une ville en pleine croissance, accueille de nombreux exilés andalous. L'élite algéroise introduit dans sa garde-robe des soutanes munies de petits boutons. Le royaume d'Alger se place sous la tutelle de l'Empire ottoman, mais sans transfert de populations turques. Le costume masculin subit l'influence des uniformes des janissaires et des dignitaires turcs et adopte alors des caftans levantins, qui sont inspirés du modèle mamelouk. Ce caftan maure se distinguait du modèle turc, il est plus largement ouvert, descendait en dessous du genou et les manches étaient courtes, il était également moins orné.

L'afflux massif de Morisques, juifs et de migrants chrétiens de Méditerranée occidentale dès le XVIe siècle mène à l'hybridation progressive du paysage vestimentaire algérois. Les habitantes développent des formes vernaculaires de vestes et de caftans, assujettis à des fonctions signifiantes et pratiques. Les Algéroises les plus aisées choisissent d'allonger la ghlila non décolletée jusqu'aux chevilles, ce qui devient le caftan d'Alger. La ghlila se cantonne dès lors au rôle de vêtement quotidien, tandis que le caftan s'impose comme un costume de cérémonie. D'abord réservé aux Algéroises les plus aisées, il se généralise à une plus ample proportion de citadines. En 1789, le diplomate français Jean Michel de Venture de Paradis observe les attitudes vestimentaires des Algéroises : 

« La magnificence de la parure est de mettre quatre ou cinq caftans l'un sur l'autre… Lorsqu'elles vont en fête, elles mettent trois ou quatre caftans dorés et descendant jusqu'à la cheville les uns sur les autres. »

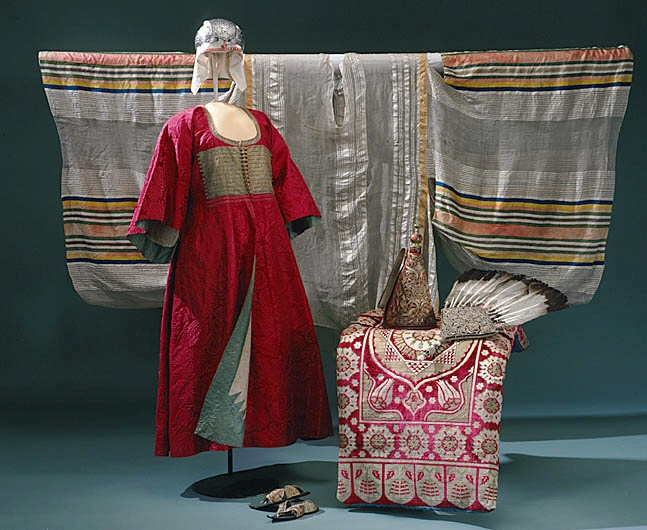
Caftan féminin offert par Ali Pacha, dey d'Alger, à la Couronne de Suède en 1731.

Les dignitaires turcs et les soldats portaient un long caftan de couleurs diverses ; chez les personnes aisées, il était taillé dans des étoffes de luxe. Lorsqu'un dey est élu, il est revêtu de son caftan pour être salué au cours d'une courte cérémonie par les janissaires qui déclarent : « Nous consentons que Dieu lui donne prospérité. » Le bey du Titteri recevait un caftan d'or, qu'il portait lors de son séjour à la capitale. Dans le beylik de l'Est, l'investiture au caftan que recevaient les chefs de tribus après le bey, symbolisait l'alliance et la reconnaissance réciproque entre le bey de Constantine et les tribus et les familles de grandes tentes. Les janissaires cuisiniers le portaient aussi, tandis que les khodja (secrétaires) avaient droit à un modèle plus long et de drap plus fin. Les chaouch, endossaient un caftan vert, à manches ouvertes ou fermées suivant leur grade. Le caftan masculin fini par être abandonné à partir de la fin du XVIIIe siècle par les Turcs qui adoptent le burnous autochtone. Mais, au fil du temps, il sera de plus en plus popularisé chez les caïds des tribus algériennes, qui le personnalisent. 
À la veille de l'expédition d'Alger en 1830, la garde-robe féminine se complète de caftans. Le bouleversement du cadre urbain, après l’occupation de la ville par l'armée française, mène à la disparition des caftans les plus luxueux et à l'apparition d'un nouveau modèle, le karakou, descendant direct de la ghlila djabadouli, qui emprunte les techniques de coupe spécifiques aux modèles de l'Europe occidentale.
De nos jours, de nombreux couturiers algériens se remettent à faire de nouveaux modèles, un peu plus modernisés.

## Variantes
Selon El Watan, le Maghreb constitue un bastion du caftan, sous une variété étymologique : caftan, karakou, jebba, existe une même réalité historique. Le caftan féminin en Algérie n'était porté que par les femmes citadines dont celles d'Alger, Annaba, Bejaia, Blida, Constantine, Miliana, Nedroma et Tlemcen. Il s'est maintenu depuis le XVIe siècle, il n'a jamais cessé d'être porté à Tlemcen et les Algéroises le portent de nouveau aujourd'hui sous diverses formes, notamment les mariées au cours des fêtes du mariage.
Il existe plusieurs variantes de caftans algériens, le caftan en brocart, héritage ottoman auquel les femmes algériennes apporteront des motifs floraux colorés. Ce caftan a la particularité d'avoir des boutonnières des deux côtés. Le caftan en velours (dont le caftan El Kadi), autre héritage ottoman aux influences algériennes notables dans les motifs d'ornementation ainsi que dans les techniques de broderies employées notamment la fetla et le mejboud. Les caftans de brocart ou de velours étaient jadis portés par les femmes les plus fortunées. Le caftan en soie, est un caftan citadin léger, qu'on le nomme dfina ou mansouria dans certaines villes du pays. Le caftan en laine fine, réservé jadis aux domestiques des grandes maisons, a conservé sa fonction première de vêtement. 
Le caftan algérois dérive d'un ancien habit appelé ghlila, il s'impose comme la pièce maîtresse du costume de cérémonie, tandis que la ghlila décolletée à la levantine, devient le vêtement quotidien. Ce caftan plus long que la ghlila, était un large vêtement de drap, de soie ou de satin très richement brodé, de fils d'or ou d'argent.
Il existe aussi un caftan algérois, dit Caftan El Bahja, en brocart aux motifs fleuris fait de fil de soie colorée ou de fil d’or. Ce caftan de la ville d'Alger, dont il porte le nom « El Bahdja », nom affectueux donné à la ville par ses habitants.
Tlemcen conserve un type de caftan appelé, caftan el sder (« caftan du buste »), qui a des motifs triangulaires. Le costume féminin nuptial de Tlemcen, la chedda de Tlemcen est un caftan traditionnel en velours et aux fils d'or, orné de perles de culture, de colliers,. A Oran, à la fin du XIXe siècle, un caftan original de velours est portée par certain mariées musulmanes, sa coupe est cintrée et des oiseaux et des tiges feuillues parmi des motifs végétaux stylisés, plus anciens, figurent sur les broderies, témoignent sans doute de l'influence de la mode européenne. Mais cette tradition, finit par s'effacer avant le milieu du XXe siècle. 
Le caftan turc, peu pratique, est tombé en désuétude après être passé par les phases habituelles d'une évolution, maintenant stabilisée. À Constantine, il était porté sous la gandoura. Connu sous l'appellation « Caftan el Kadi », il est brodé au medjboud (fil d’or) avec des motifs floraux et animaliers et des formes géométriques entrelacées. Selon Meryem Kebaïli, directrice du musée national public des arts et expressions traditionnels au Palais Ahmed Bey, « Le Caftan constantinois, apparu avant l’an 1500, a ensuite évolué vers plus de modernité et de raffinement durant l’ère ottomane (1518-1830), avec des tissus luxueux et des broderies en fils d’or et d’argent, localement connus sous le nom de Khit er rouh, à l’origine réservés aux femmes de l’élite avant de devenir, au fil du temps, une tenue traditionnelle portée par les mariées et leurs familles lors des grandes occasions festives à Constantine et dans les villes environnantes ». Dans la région de Collo, certaines mariées le portaient encore il y a plus d'une cinquantaine d'années.

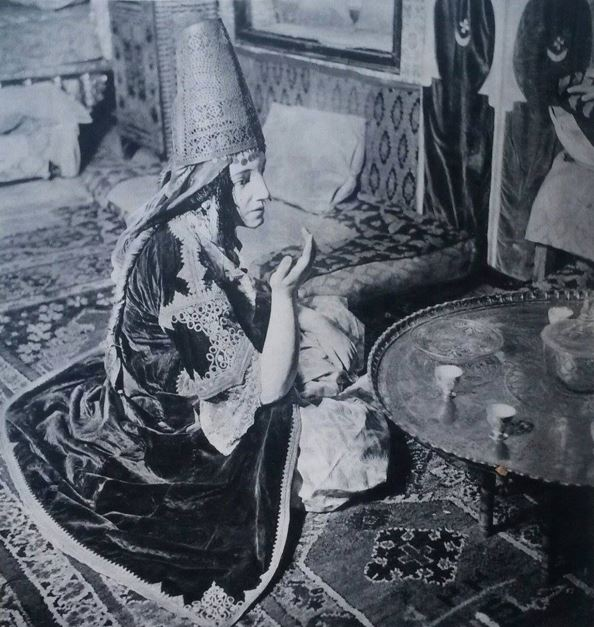
Modèle d'un caftan algérois ancien avec sarma.
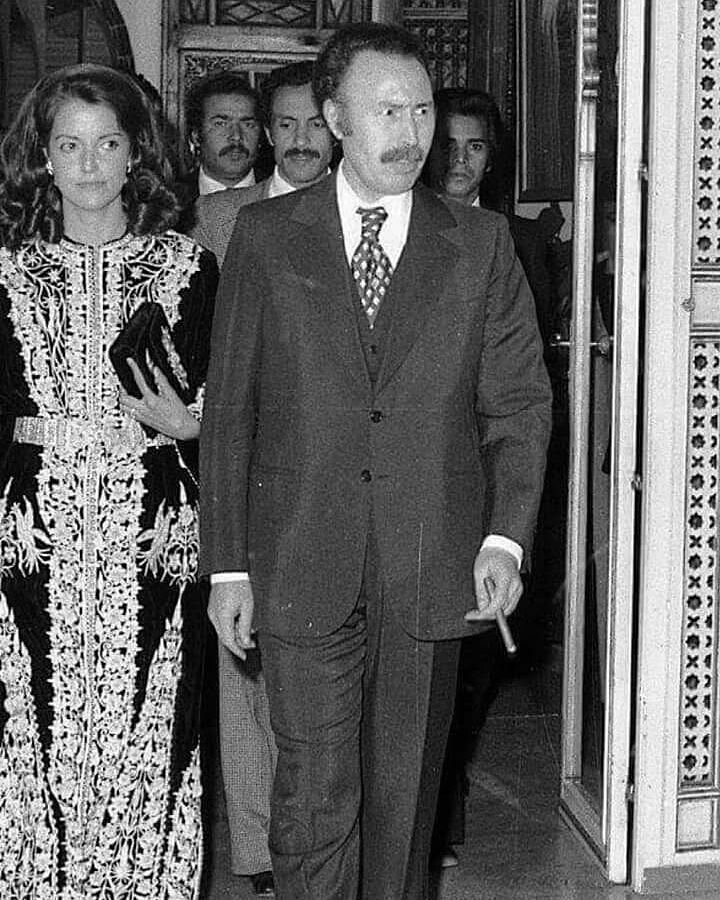
Une des variantes du caftan algérien confectionné à Constantine, portée par l'épouse du président Houari Boumédiène[33].
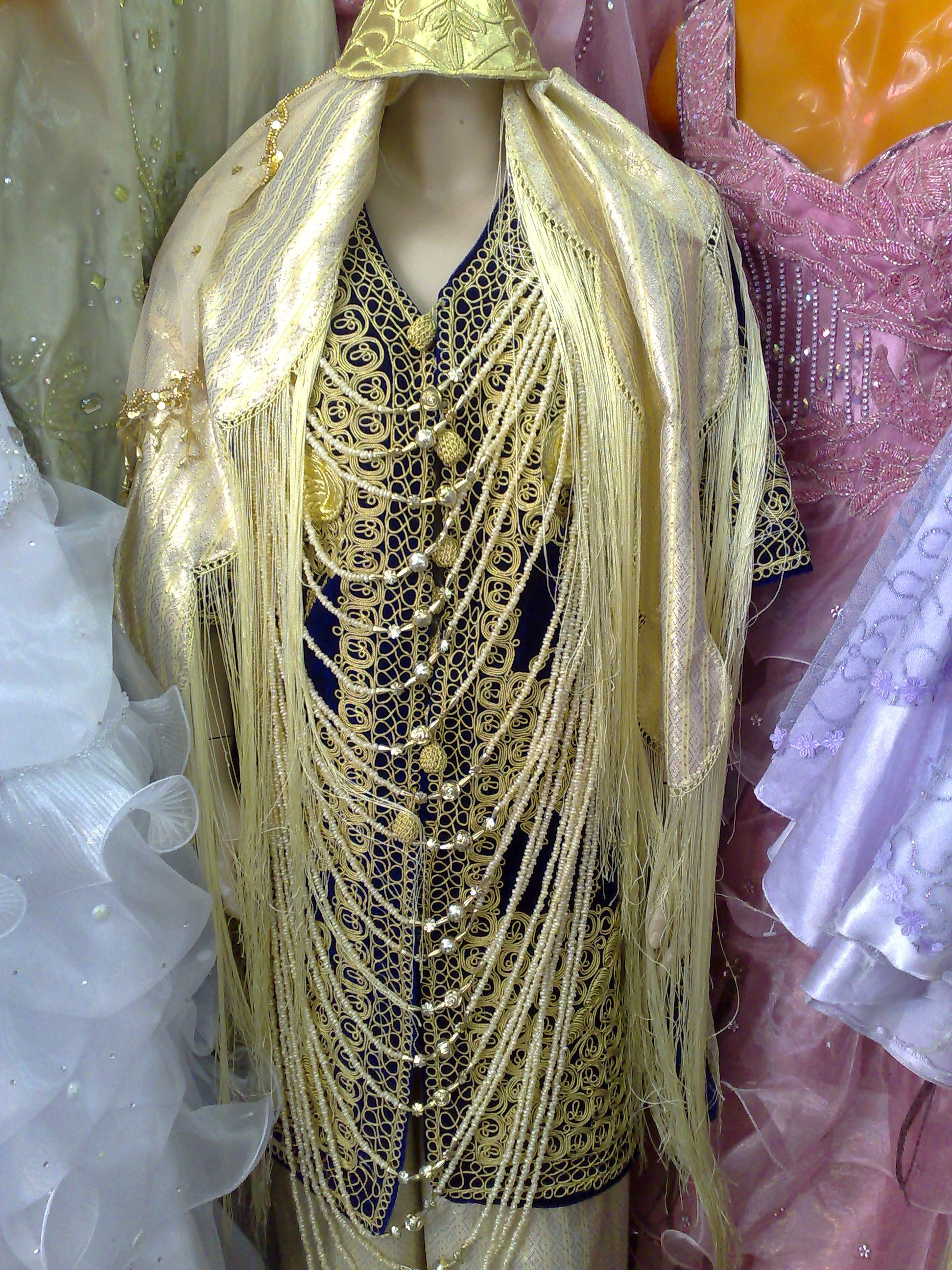
Caftan court utilisé dans la chedda de Tlemcen, appelé « arftan ».
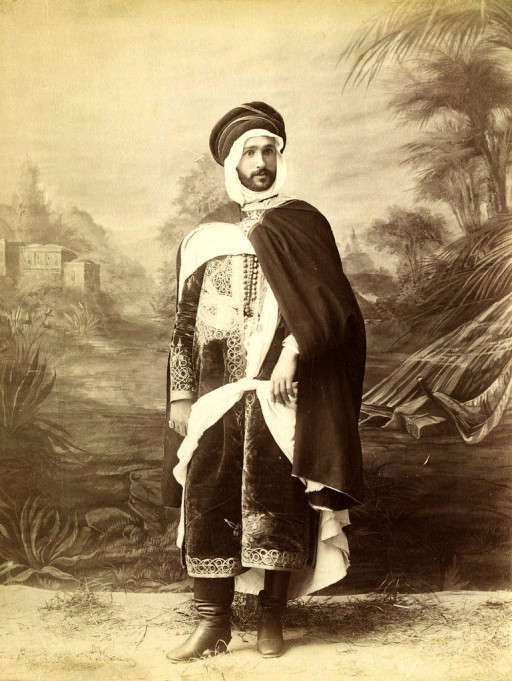
Ancien caftan masculin
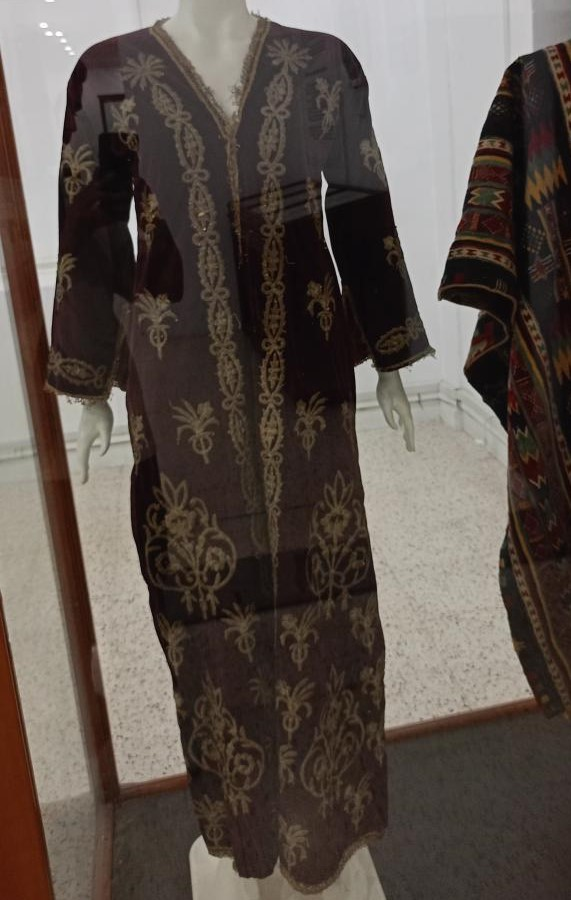
Caftan Constantinois du XXe siècle, exposé au Musée national des antiquités et des arts islamiques d'Alger.

Courant 2024, l'Algérie et le Maroc se disputent la paternité du caftan.

## Musées

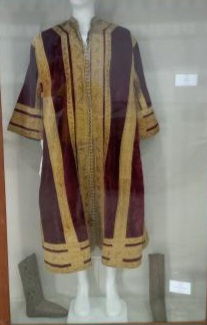
Caftan algérien masculin du XIXe siècle, exposé au musée national des antiquités et des arts islamiques à Alger.

Le musée national des antiquités et des arts islamiques d'Alger, abrite des anciens caftans algériens, datant du XVIe siècle au XIXe siècle.
Aussi, le Musée national des Arts et Traditions populaires d'Alger et le Musée national du Bardo d'Alger, abritent des variantes du caftan algérien.